# G.703
Die Richtlinie G.703 Physical/electrical characteristics of hierarchical digital interfaces der ITU-T beschreibt die Schnittstellen, die für die Übertragung der in Richtlinie G.702 Digital hierarchy bit rates beschriebenen Datenübertragungsraten erforderlich sind. Die Schnittstellen ermöglichen die Verbindung von digitalen Netzwerkkomponenten (zum Beispiel Multiplexer, Endgeräte, Netzabschlüsse, Vermittlungsstellen) über das Telefonnetz.

## Schnittstellen
- 64 kbit/s
- 1544 kbit/s
- 2048 kbit/s
- 6312 kbit/s
- 8448 kbit/s
- 32.064 kbit/s
- 34.368 kbit/s
- 44.736 kbit/s
- 97.728 kbit/s
- 139.264 kbit/s
- 155.520 kbit/s

## Verbundene Richtlinien
- G.702 beschreibt die hierarchische Struktur der PDH-Technik, das heißt, es werden die im Telefonnetz verwendeten unterschiedlichen plesiosynchronen Datenübertragungsraten aufgeführt.
- G.704 beschreibt die Rahmenstrukturen für einige der Schnittstellen.